# Huičchon
Město Huičchon (korejsky 희천시 – Hŭičchŏn si) je město v severokorejské provincii Čagang. K roku 2008 mělo přes 168 tisíc obyvatel.
Přes Huičchon prochází železniční trať Sunčchon – Manpcho, která vede ze Sunčchonu přes Manpcho a dále do Ťi-anu v Čínské lidové republice.
Východně od Huičchonu je Huičchonská přehrada.